# لوکاش دروپا
لوکاش دروپا (چکی: Lukáš Droppa؛ زادهٔ ۲۲ آوریل ۱۹۸۹) بازیکن فوتبال اهل جمهوری چک است.
از باشگاه‌هایی که در آن بازی کرده‌است می‌توان به باشگاه ورزشی گاز متان مدیاش، باشگاه فوتبال شاختار قراغندی، باشگاه فوتبال اسلوان براتیسلاوا، باشگاه فوتبال بانیک استراوا، باشگاه فوتبال باندرماسپور، و باشگاه فوتبال شلاسک وروتسواف اشاره کرد.
وی همچنین در تیم ملی فوتبال جمهوری چک بازی کرده‌است.